# FtServer fejl tolerant Server
En ftServer fejl tolerant Server (ft står for fejl tolerant) er bygget op af to parallelle, interne systemer, der begge foretager den samme beregning samtidig for hver eneste CPU clock cyklus. Altså to ko-ordinerede computere i en server. Sætter et af systemerne ud, fortsætter den anden bare processen uden datatab og uden nødprocedurer. Systemet kan selv rapportere fejl, der i de fleste tilfælde kan rettes via fjernovervågning uden at sende servicetekniker. Er der tale om defekt hardware, kan der sendes en ny enhed med kurer, som modtageren kan skifte uden at lukke ned for systemet – og uden konfigurering. ftServere har en typisk oppetid på over 99,999 %.